# Готски језик
Готски језик (гот. 𐌲𐌿𐍄𐌰𐍂𐌰𐌶𐌳𐌰, 𐌲𐌿𐍄𐍂𐌰𐌶𐌳𐌰 или 𐌲𐌿𐍄𐌹𐍃𐌺𐌰) је мртав германски језик којим су говорили Готи, а нарочито Визиготи. Не постоје језици који су настали из готског језика мада енглески језик има одређене сличности због имиграције германских племена из Саксоније у Енглеску. 
Готски језик је доказано најстарији германски језик. Први писани запис који је сачуван на овом језику је превод Библије из 4. века, и једнини је мртви источногермански језик који је оставио позамашан корпус писаних докумената. Други, као на пример бургундски или вандалски језик, познати су само по имену, и за собом нису оставили никакве историјске трагове.
Готски језик је почео да опада средином 6. века, захваљујући различитим факторима: војном поразу који су Готи претрпели од Франака, елиминацији Гота са Апенинског полуострва, масовном преласку у хришћанство а самим тим и на латински језик, као и географској изолованости на Иберијском полуострву. Језик је преживео на тлу данашње Шпаније до 8. века. Франачки писац Валафрид Страбус записао да се у 9. веку још увек говорио у долини доњег тока Дунава и планинским изолованим деловима Крима, као кримски готски језик. У каснијим списима се само појављују неки изрази који звуче као готски, међутим чија припадност том језику није сигурна.